# Walt Simonson

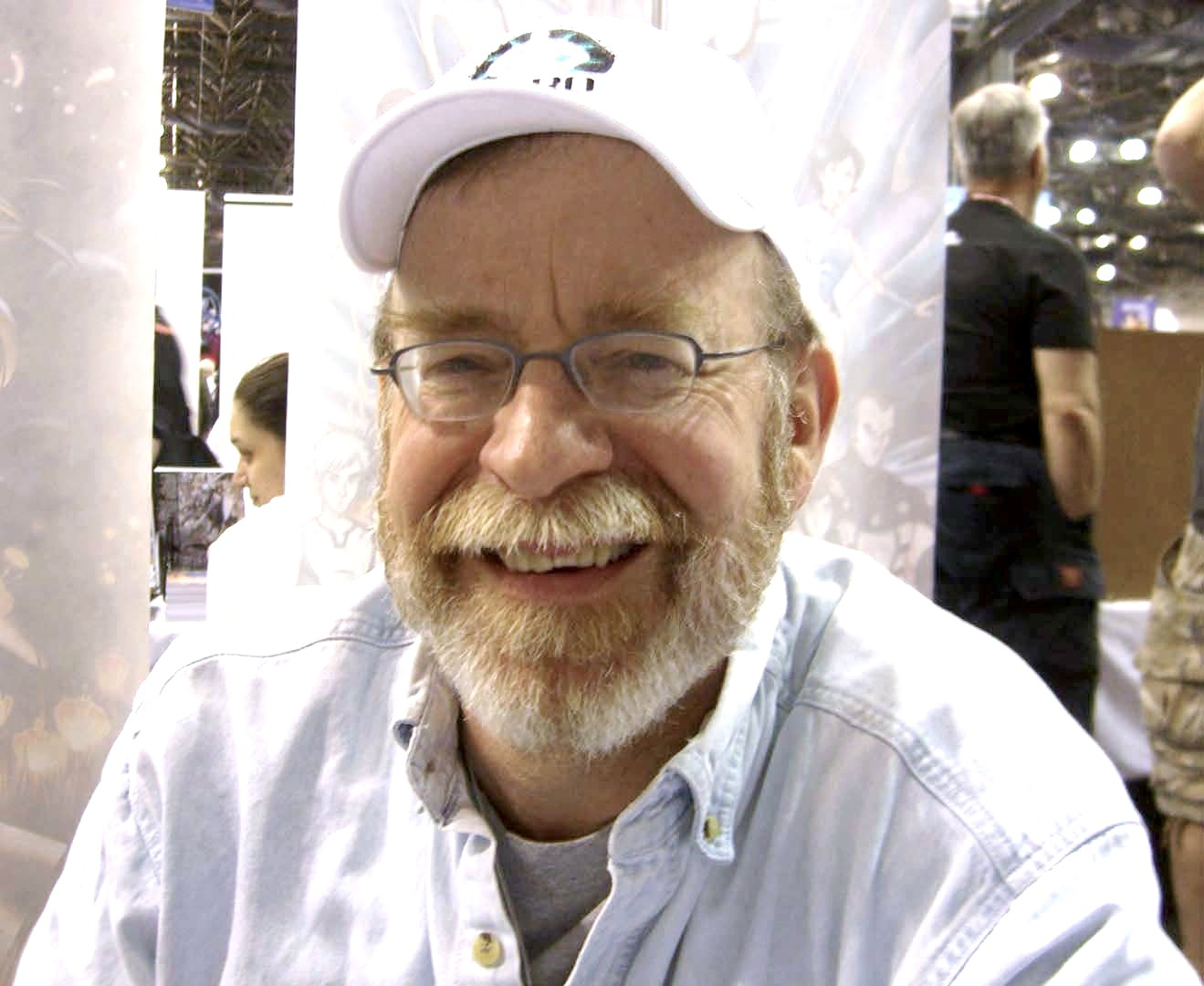
Walt Simonson (2008)

Walter “Walt” Simonson (2 september 1946) is een Amerikaans stripauteur.
Na geologie te hebben gestudeerd aan het Amherst College, ging hij door naar de Rhode Island School of Design, alwaar hij in 1972 afstudeerde. Zijn testproject was The Star Slammers, die gepubliceerd werd als een zwart-wit promotiestripboek voor de World Science Fiction Convention uit 1974 in Washington, D.C. (DisCon II). Enkele jaren later produceerdde hij een andere versie van dit verhaal als een graphic novel voor Epic Comics. Simonson bleef doorwerken aan de Star Slammers serie als miniserie in de jaren 90.
Zijn eerste professionele stripboekwerk waren oorlogsverhalen voor DC Comics en andere uitgevers. Hij deed tevens een aantal illustraties voor de Harry N. Abrams, Inc. editie van De Hobbit, inclusief de titelpagina van hoofdstuk 3. Gray Morrow deed ook illustraties voor deze editie.
Simonsons doorbraak kwam toen hij tekenwerk deed voor de "Manhunter," een back-up strip in DC's Detective Comics geschreven door Archie Goodwin. Simonson was tevens de eerste tekenaar van de heropleving van Metal Man in de jaren zeventig.
Simonson is het meest bekend van zijn werk aan Marvel Comics striptitels in de jaren 80 en 90, zoals The Mighty Thor en X-Factor (die laatste deed hij samen met zijn vrouw Louise Simonson). De Thor strips van Simonson worden vooral gezien als klassiekers, aangezien Simonson vrijwel de gehele controle over de serie kreeg en epische verhalen prodcueerde die zelfs Jack Kirby’s beste werk rivaliseerden en diep ingingen op de Noorse mythologie. Hij introduceerde tevens het personage Beta Ray Bill in de Thor strips.
Van 2000 tot 2002 schreef en illustreerde Simonson Orion voor DC. Hij keerde terug bij DC in 2006 om te gaan schrijven voor de stripserie Hawkgirl, met Howard Chaykin als tekenaar.

## Prijzen
Simonson heeft in de stripboekindustrie veel erkenning gekregen voor zijn werk. Hij kreeg onder andere de Shazam Award voor Outstanding New Talent in 1973, voor Best Individual Short Story (Dramatic) in 1973 voor "The Himalayan Incident" in Detective Comics nr. 437 (met Archie Goodwin). Diezelfde prijs won hij het jaar erop voor "Cathedral Perilous" in Detective Comics nr. 441 (wederom met Archie Goodwin). Simonson en Goodwin wonnen ook de Shazam Award voor Best Individual Story (Dramatic) in 1974 voor "Gotterdammerung" in Detective Comics nr. 443. Alle drie de winnende verhalen waren onderdeel van de Manhunter saga.